# 莫雷尼
莫雷尼是羅馬尼亞的城市，位於該國南部，距離首府特爾戈維什泰16公里，由登博維察縣負責管轄，面積37.77平方公里，海拔高度262米，2009年人口20,558，大多數居民信奉東正教。